# Лісківщина (Роменський район)
Лісківщи́на —  село в Україні, в Сумській області, Роменському районі. Населення становить 65 осіб. Входить до складу Андріяшівської сільської громади. До 2020 орган місцевого самоврядування - Артюхівська сільська рада.

## Географія
Село Лісківщина розташована за 2 км від лівого берега річки Локня. На відстані 3 км розташовані села Локня, Хоминці та Артюхівка.

## Історія
Село постраждало внаслідок геноциду українського народу, проведеного окупаційним урядом СРСР 1923-1933 та 1946-1947 роках.

## Економіка
- Молочно-товарнаа ферма.